# جبهة الثاني من خرداد
جبهة الثاني من خرداد، أو مجلس تنسيق جبهة الإصلاحات (بالفارسية: شورای هماهنگی جبهه اصلاحات)؛ مجلس ائتلافي ومنظمة جامعة إيرانية، تجمع أحزاب ومنظمات حركة الإصلاح الإيرانية. تأسس المجلس التنسيقي في 19 نوفمبر 1999، إبّان الولاية الأولى لرئاسة محمد خاتمي الذي انتخب قائدًا لها.